# Hugh (Bischof)
Hugh († 4. August 1188 bei Rom) war ein schottischer Geistlicher. Er war von 1178 bis 1188 Bischof von St Andrews, doch seine Wahl und Weihe waren unrechtmäßig erfolgt. Deshalb beanspruchte John the Scot bis 1183 und dann ab 1186 ebenfalls das Amt des Bischofs. Kirchenrechtlich gesehen war Hugh nur ab 1183 Bischof von St Andrews, doch noch vor seinem Tod wurde er wieder als Bischof abgesetzt.

## Streit um die Diözese St Andrews

### Ernennung zum Bischof durch den König
Hugh stand als Kaplan und Beamter im Dienst des schottischen Königs Wilhelm I. Nach dem Tod von Bischof Richard hatte das Kathedralpriorat von St Andrews John the Scot als neuen Bischof gewählt. Die Wahl war aber offenbar ohne Absprache mit dem König erfolgt, der die Wahl von John the Scot ablehnte. Der König ließ eine neue Wahl abhalten, bei der dann sein Kandidat Hugh zum Bischof gewählt wurde. Ende 1178 oder 1179 wurde Hugh zum Bischof geweiht, obwohl weder Wahl noch Weihe den Regeln des Kanonischen Rechts entsprachen. Der König versuchte jedoch den Papst, der die Wahl bestätigen musste, vor vollendete Tatsachen zu stellen.

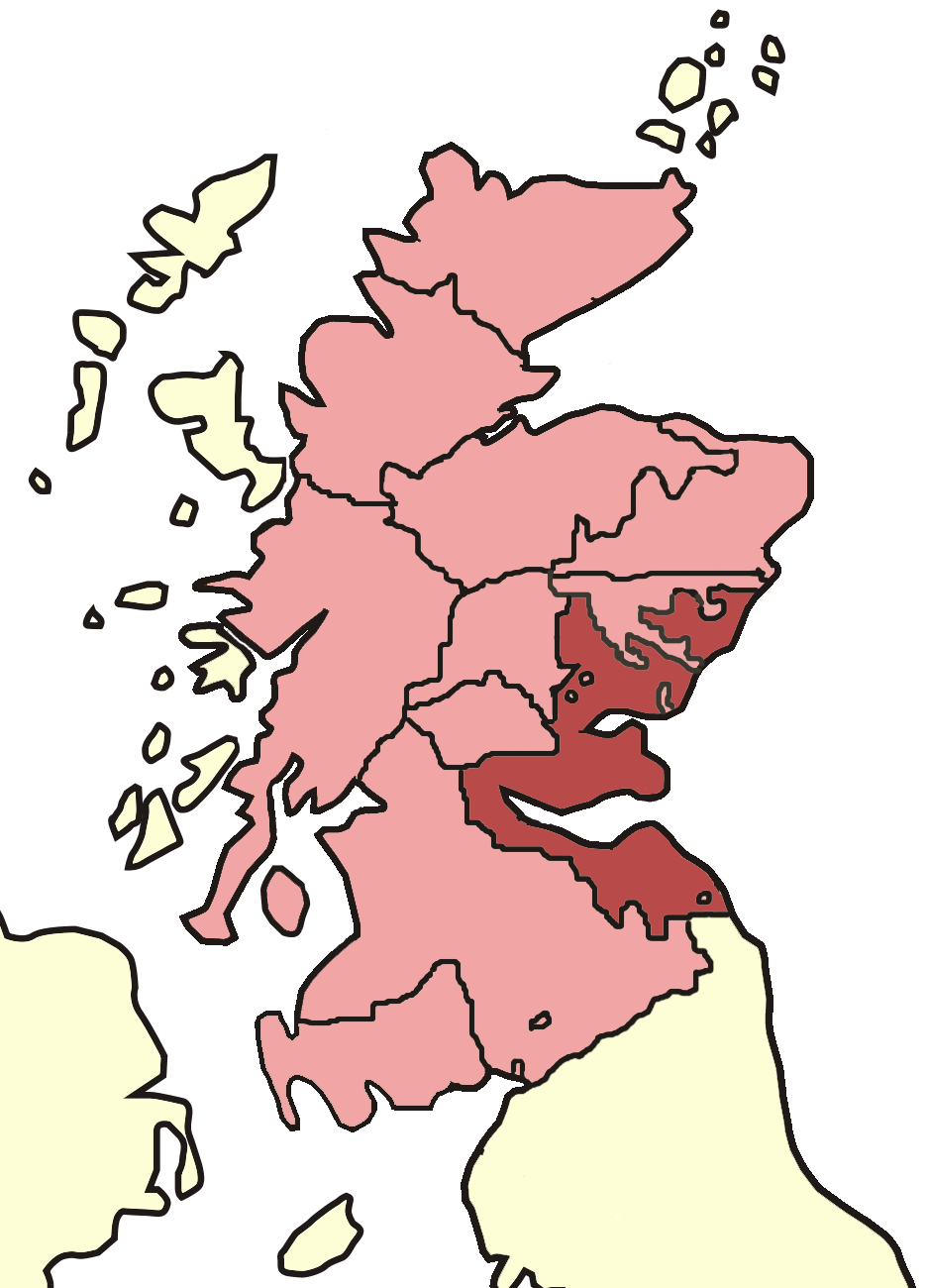
Karte der schottischen Diözesen im 12. Jahrhundert. Die Diözese St Andrews (rot) war mit Abstand die reichste und bedeutendste der schottischen Diözesen.

### Beilegung des Konflikts
Papst Alexander III. verwarf aber die Wahl und Weihe von Hugh. Er sandte mit Alexius einen päpstlichen Legaten nach Schottland, der überprüfen sollte, ob die Wahl von John the Scot rechtmäßig erfolgt war. Gegen diese Untersuchung war der König machtlos, und nachdem Alexius die Wahl für rechtmäßig befunden hatte, wurde John im Juni 1180 von Bischof Matthew von Aberdeen zum Bischof geweiht. Hugh missachtete aber die Weihe seines Konkurrenten. Mit Billigung des Königs nahm er weiter das Amt des Bischofs war, worauf er von Alexius exkommuniziert wurde. Als er selbst die Exkommunikation missachtete, verhängte der Legat das Interdikt über die Diözese. Der verärgerte König beschlagnahmte darauf die Einkünfte der Diözese und ließ die Besitzungen von John the Scot und von Bischof Matthew plündern. Daraufhin flüchteten John the Scot und Bischof Matthew zum englischen König Heinrich II., der gemäß dem Vertrag von Falaise Lehnsherr des schottischen Königs war. Heinrich II. berief den schottischen König zu sich in die Normandie, wo die beiden im April 1181 einen Kompromiss vereinbarten. Demnach sollte Hugh Bischof von St Andrews bleiben, während John the Scot Bischof der Diözese Dunkeld und königlicher Kanzler werden sollte. Dazu sollte John the Scot jährlich von Hugh mit 40 Merks aus den Einkünften der reichen Diözese St Andrews entschädigt werden. Dieser Kompromiss wurde aber von Papst Alexander III. entschieden abgelehnt. Er bestand darauf, dass John der rechtmäßige Bischof von St Andrews sei. Der schottische König hielt dagegen an Hugh als Bischof von St Andrews fest. John the Scot blieb daraufhin im nordenglischen Exil und wandte sich an Erzbischof Roger von York, der vom Papst zum neuen Legaten ernannt wurde. Der Erzbischof exkommunizierte im Sommer 1181 den schottischen König und verhängte über Schottland das Interdikt. Nachdem aber Ende August 1181 der Papst und im November 1181 Erzbischof Roger gestorben waren, sandte der schottische König eine von Bischof Jocelin von Glasgow geführte Gesandtschaft zur Kurie. Diese erreichte, dass der neue Papst Lucius III. das Interdikt und die Exkommunikation aufhob. Im März 1182 ernannte Lucius III. dann zwei neue Legaten, die den Streit um St Andrews untersuchen sollten. In einem dreitägigen Konzil im Juni 1182, an dem auch der König teilnahm, wurde vorgeschlagen, dass sowohl Hugh wie auch John the Scot auf das Amt des Bischofs von St Andrews verzichten sollten. Stattdessen sollte John the Scot wieder Bischof von Dunkeld und Hugh Bischof von Glasgow werden sollte. Jocelyn, der bisherige Bischof von Glasgow sollte dagegen neuer Bischof von St Andrews werden. Nach anfänglicher Zustimmung lehnte der König diesen Kompromiss ab. Er schickte nun Hugh nach Rom, damit dieser sich direkt an den Papst wenden konnte. Lucius III. empfing Hugh, entschied dann aber in der ersten Jahreshälfte 1183, dass beide Anwärter auf ihre Ansprüche auf St Andrews verzichten sollten. Nachdem sie dies getan hatten, ernannte der Papst Hugh erneut zum Bischof von St Andrews, während er John the Scot zum Bischof von Dunkeld ernannte. Dazu wurde der alte Vorschlag, dass Hugh jährlich 40 Merks als Entschädigung an John zahlen sollte, angenommen. Damit schien der Streit endlich beigelegt.

### Erneuter Konflikt, Absetzung und Tod
Spätestens 1186 kam es zwischen Hugh und John the Scot erneut zum Streit um das Amt des Bischofs von St Andrews. Möglicherweise waren beide als Gesandte des schottischen Königs zur Kurie nach Verona gesandt worden, doch dort erhoben beide vor dem neuen Papst Urban III. ihre Ansprüche. Der Papst wollte in dem verwickelten Fall zunächst keine schnelle Entscheidung treffen, so dass Hugh und John vermutlich nach Schottland zurückkehrten. Dann erklärte jedoch der Papst, dass er über den Fall entscheiden würde und befahl beide zu sich. Während John wohl zur Kurie reiste, blieb Hugh offenbar in Schottland. Eine Gruppe schottischer Prälaten exkommunizierte ihn deshalb im Auftrag des Papstes, doch Urban III. entschied den Fall nicht mehr. Der nächste Papst, Clemens III. enthob am 16. Januar 1188 Hugh seines Amtes als Bischof und erklärte, dass John stattdessen Bischof werden solle. Daraufhin reiste Hugh doch wieder nach Italien. Er erhielt die Absolution des Papstes, starb aber kurz darauf an einer Seuche in der Nähe von Rom.
Der Streit zwischen Hugh und John the Scot war ein Teil des Konfliktes zwischen den Päpsten und dem schottischen König um das Recht zur Benennung von Bischöfen. Die Entscheidung von Papst Clemens III., John the Scot wieder als Bischof einzusetzen, wurde vor Ort nicht umgesetzt. Stattdessen konnte der König nach dem Tod von Hugh die Wahl seines Kanzlers Roger zum Bischof von St Andrews durchsetzen. Bis zum Tod des Königs 1214 wurden danach mit wenigen Ausnahmen vakante Diözesen mit königlichen Beamten besetzt.